# Record estoni di atletica leggera
I record estoni di atletica leggera rappresentano le migliori prestazioni di atletica leggera stabilite dagli atleti di nazionalità estone e ratificate dalla federazione estone (EKJL).

## Outdoor
Legenda:

  in attesa di ratifica

  Record non registrato da EKJL

  Not ratificato o abrogato in seguito da EKJL
+ = tempo rilevato in una competizione più lunga

h = tempo manuale

### Maschili
| Event                       | Record             | Athlete                                                                                                   | Date              | Meet                          | Place                           | Ref    | Video |
| --------------------------- | ------------------ | --- | ----------------- | ----------------------------- | ------------------------------- | ------ | ----- |
| 100 m                       | 10.19 (+1.5 m/s)   | Marek Niit                                                                                                | 31 marzo 2012     | Arkansas Spring Invitational  | Fayetteville, Stati Uniti       | [ 1 ]  |       |
| 200 m                       | 20.43 (+1.1 m/s)   | Marek Niit                                                                                                | 9 giugno 2011     | NCAA Division I Championships | Des Moines, Stati Uniti         | [ 2 ]  |       |
| 300 m                       | 32.24              | Marek Niit                                                                                                | 7 settembre 2014  | Rieti Meeting                 | Rieti, Italia                   | [ 3 ]  |       |
| 400 m                       | 45.74              | Marek Niit                                                                                                | 12 agosto 2014    | Campionati nazionali          | Zurigo, Svizzera                | [ 4 ]  |       |
| 400 m                       | 45.45              | Rasmus Mägi                                                                                               | 26 giugno 2021    | Campionati nazionali          | Tallinn, Estonia                | [ 5 ]  |       |
| 800 m                       | 1:45.87            | Urmet Uusorg                                                                                              | 10 giugno 1999    |                               | Helsinki, Finlandia             |        |       |
| 1000 m                      | 2:20.49            | Urmet Uusorg                                                                                              | 23 maggio 1998    |                               | Florø, Norvegia                 |        |       |
| 1500 m                      | 3:38.59            | Tiidrek Nurme                                                                                             | 15 agosto 2008    | Giochi Olimpici               | Pechino, Cina                   | [ 6 ]  |       |
| Mile                        | 3:59.74            | Tiidrek Nurme                                                                                             | 9 agosto 2011     | BIGBANK Kuldliiga             | Viljandi, Estonia               | [ 7 ]  |       |
| 2000 m                      | 5:06.02            | Tiidrek Nurme                                                                                             | 16 luglio 2008    |                               | Joensuu, Finlandia              |        |       |
| 3000 m                      | 7:48.24            | Tiidrek Nurme                                                                                             | 11 luglio 2014    | Morton Games                  | Dublin, Irlanda                 | [ 8 ]  |       |
| 5000 m                      | 13:17.2            | Enn Sellik                                                                                                | 28 giugno 1976    |                               | Podol'sk, Unione Sovietica      |        |       |
| 5 km (strada)               | 14:41              | Tiidrek Nurme                                                                                             | 17 ottobre 2020   | Mondiali di mezza maratona    | Gdynia, Polonia                 | [ 9 ]  |       |
| 10000 m                     | 27:40.61           | Enn Sellik                                                                                                | 29 agosto 1978    | Campionati europei            | Praga, Cecoslovacchia           |        |       |
| 10 km (strada)              | 29:04              | Tiidrek Nurme                                                                                             | 19 settembre 2020 |                               | Rapla, Estonia                  |        |       |
| 10 km (strada)              | 28:58              | Toomas Turb                                                                                               | 18 settembre 1983 |                               | Tallinn, Unione Sovietica       | [ 10 ] |       |
| 15 km (strada)              | 44:30              | Tiidrek Nurme                                                                                             | 17 ottobre 2020   | Mondiali di mezza maratona    | Gdynia, Polonia                 | [ 9 ]  |       |
| 1 ora                       | 19887 m            | Lembit Virkus                                                                                             | 14 settembre 1960 |                               | Tartu, Unione Sovietica         |        |       |
| 20 km (strada)              | 59:25              | Tiidrek Nurme                                                                                             | 17 ottobre 2020   | Mondiali di mezza maratona    | Gdynia, Polonia                 | [ 9 ]  |       |
| Mezza maratona              | 1:02:20            | Tiidrek Nurme                                                                                             | 17 ottobre 2020   | Mondiali di mezza maratona    | Gdynia, Polonia                 | [ 9 ]  |       |
| 30 km (strada)              | 1:36:26            | Ants Nurmekivi                                                                                            | 20 luglio 1970    |                               | Karksi-Nuia, Unione Sovietica   |        |       |
| Maratona                    | 2:08:53            | Pavel Loskutov                                                                                            | 7 aprile 2002     | Maratona di Parigi            | Parigi, Francia                 |        |       |
| 110 m ostacoli              | 13.62 (0.0 m/s)    | Tarmo Jallai                                                                                              | 13 maggio 2006    |                               | Xalapa, Messico                 |        |       |
| 200 m ostacoli              | 23.0               | Kalju Jurkatamm                                                                                           | 28 agosto 1968    |                               | Riga, Unione Sovietica          |        |       |
| 400 m ostacoli              | 47.82              | Rasmus Mägi                                                                                               | 14 giugno 2022    |                               | Turku, Finlandia                |        |       |
| 2000 m siepi                | 5:44.91            | Rainer Nõlvak                                                                                             | 15 luglio 1985    |                               | Krasnodar, Unione Sovietica     |        |       |
| 3000 m siepi                | 8:28.84            | Kaur Kivistik                                                                                             | 7 agosto 2018     | Campionati europei            | Berlino, Germania               | [ 11 ] |       |
| Salto in alto               | 2.30 m             | Marko Turban                                                                                              | 5 giugno 1996     |                               | Rakvere, Estonia                |        |       |
| Salto con l'asta            | 5.86 m             | Valeri Bukrejev                                                                                           | 3 luglio 1994     |                               | Somero, Finlandia               |        |       |
| Salto in lungo              | 8.10 m (+0.3 m/s)  | Erki Nool                                                                                                 | 27 maggio 1995    | Hypomeeting                   | Götzis, Austria                 |        |       |
| Salto triplo                | 17.35 m (−0.3 m/s) | Jaak Uudmäe                                                                                               | 25 luglio 1980    | Giochi Olimpici               | Mosca, Unione Sovietica         |        |       |
| Getto del peso              | 20.76 m            | Kristo Galeta                                                                                             | 21 luglio 2019    | Eesti karikavõistlused        | Pärnu, Estonia                  | [ 12 ] |       |
| Lancio del disco            | 73.38 m            | Gerd Kanter                                                                                               | 4 settembre 2006  |                               | Helsingborg, Svezia             |        |       |
| Lancio del martello         | 84.40 m            | Jüri Tamm                                                                                                 | 9 settembre 1984  |                               | Banská Bystrica, Cecoslovacchia |        |       |
| Lancio del giavellotto      | 90.61 m            | Magnus Kirt                                                                                               | 22 giugno 2019    | Kuortane Games                | Kuortane, Finlandia             | [ 13 ] |       |
| Decathlon                   | 8815 pts           | Erki Nool                                                                                                 | 6–7 agosto 2001   | Campionati del mondo          | Edmonton, Canada                | [ 14 ] |       |
| Decathlon                   |                    | |                   |                               |                                 |        |       |
| Marcia 5000 m (pista)       | 20:04.6            | Vassili Matvejev                                                                                          | 16 maggio 1981    |                               | Kohtla-Järve, Unione Sovietica  |        |       |
| Marcia 10000 m (pista)      | 42:55.6            | Lauri Lelumees                                                                                            | 28 aprile 2007    |                               | Murjāņi, Lettonia               |        |       |
| Marcia 10 km (strada)       | 40:30              | Vassili Matvejev                                                                                          | 25 febbraio 1984  |                               | Alushta, Unione Sovietica       |        |       |
| Marcia 20000 m walk (pista) | 1:27:21.0          | Vassili Matvejev                                                                                          | 7 settembre 1985  |                               | Tallinn, Unione Sovietica       |        |       |
| Marcia 20 km (strada)       | 1:23:01            | Vassili Matvejev                                                                                          | 13 ottobre 1985   |                               | Alushta, Unione Sovietica       |        |       |
| Marcia 30 km(strada)        | 2:19:24            | Arvo Orupõld                                                                                              | 28 giugno 1980    |                               | Mõdriku, Unione Sovietica       |        |       |
| Marcia 50 km (strada)       | 4:07:10            | Olav Laiv                                                                                                 | 14 giugno 1975    |                               | Kohtla-Nõmme, Unione Sovietica  |        |       |
| Staffetta 4×100 m           | 39.52              | Estonia Mart Muru Rait Veesalu Markus Ellisaar Marek Niit                                                 | 16 agosto 2014    | Campionati europei            | Zurigo, Svizzera                | [ 15 ] |       |
| Staffetta 4×200 m           | 1:25.3             | Repubblica Socialista Sovietica Estone Gennadi Organov Mihhail Urjadnikov Gunnar Kirsipuu Ramon Lindal    | 30 maggio 1981    |                               | Riga, Unione Sovietica          |        |       |
| Staffetta svedese           | 1:54.39            | Tartu Ülikooli ASK Mikk Mihkel Nurges (100m) Rasmus Mägi (200m) Markus Ellisaar (300m) Rivar Tipp (400 m) | 3 giugno 2016     |                               | Kose, Estonia                   |        |       |
| Staffetta 4×400 m           | 3:06.07            | Estonia Rauno Künnapuu Marek Niit Rivar Tipp Rasmus Mägi                                                  | 21 giugno 2015    | Campionati europei a squadre  | Candia, Grecia                  | [ 16 ] |       |
| Staffetta 4 × 800 m         | 7:26.0             | Repubblica Socialista Sovietica Estone Mihkel Konsa Ivar Hanvere Andres Vakra Gennadi Bezrodnov           | 2 giugno 1979     |                               | Vilnius, Unione Sovietica       |        |       |
| Staffetta 4 × 1500 m        | 15:38.4            | Repubblica Socialista Sovietica Estone Raivo Võlli Raivo Puurits Vello Misler Enn Sellik                  | 7 giugno 1981     |                               | Tallinn, Unione Sovietica       |        |       |
| Ekiden                      | 2:09:59            | Tartu Ülikooli ASK Deniss Košelev Tiidrek Nurme Alexey Markov Nikolai Vedehin Kenny Kivikas Allar Lamp    | 28 settembre 2013 | Campionati nazionali          | Tallinn, Estonia                |        |       |

### Femminili
| Event                  | Record             | Athlete                                                                                    | Date              | Meet                                                    | Place                        | Ref           | Video |
| ---------------------- | ------------------ | ------------------------------------------------------------------------------------------ | ----------------- | ------------------------------------------------------- | ---------------------------- | ------------- | ----- |
| 100 m                  | 11.35 (+1.3 m/s)   | Ksenija Balta                                                                              | 15 giugno 2014    | Gustav Sule Memorial                                    | Tartu, Estonia               | [ 17 ]        |       |
| 200 m                  | 23.05 (+1.3 m/s)   | Ksenija Balta                                                                              | 1 luglio 2006     | Coppa Europa di prove multiple                          | Arles, France                |               |       |
| 300 m                  | 37.95              | Maris Mägi                                                                                 | 25 giugno 2010    | BIGBANK Kuldliiga                                       | Kohila, Estonia              | [ 18 ]        |       |
| 400 m                  | 51.91              | Egle Uljas                                                                                 | 21 agosto 2004    | Giochi Olimpici                                         | Atene, Grecia                | [ 19 ]        |       |
| 800 m                  | 2:02.1             | Raissa Ruus                                                                                | 20 luglio 1972    |                                                         | Mosca, Unione Sovietica      |               |       |
| 1000 m                 | 2:41.31            | Liina Tšernov                                                                              | 17 agosto 2017    | Sopot Grand Prix                                        | Sopot, Polonia               | [ 20 ]        |       |
| 1500 m                 | 4:11.44            | Liina Tšernov                                                                              | 19 giugno 2016    | Brussels Grand Prix                                     | Bruxelles, Belgio            | [ 21 ]        |       |
| Miglio                 | 4:36.36            | Liina Tšernov                                                                              | 18 agosto 2017    | Nõmme seeriajooks                                       | Tallinn, Estonia             | [ 22 ]        |       |
| 2000 m                 | 5:56.8             | Sirje Eichelmann                                                                           | 7 settembre 1988  |                                                         | Tallinn, Unione Sovietica    |               |       |
| 3000 m                 | 8:55.75            | Ille Kukk                                                                                  | 8 settembre 1984  |                                                         | Donetsk, Unione Sovietica    |               |       |
| 5000 m                 | 15:30.84           | Ille Kukk                                                                                  | 1 agosto 1985     |                                                         | Leningrado, Unione Sovietica |               |       |
| 10000 m                | 32:47.86           | Sirje Eichelmann                                                                           | 2 agosto 1988     |                                                         | Kiev, Unione Sovietica       |               |       |
| 10 km (strada)         | 32:44              | Jane Salumäe                                                                               | 20 maggio 1995    |                                                         | Karlstad, Svezia             |               |       |
| 15 km (strada)         | 50:00              | Jane Salumäe                                                                               | 21 maggio 1995    |                                                         | Helsingborg, Svezia          |               |       |
| 1 ora                  | 15177 m            | Kaia Lepik                                                                                 | 23 agosto 2017    |                                                         | Kohila, Estonia              |               |       |
| 20 km (strada)         | 1:11:48            | Jane Salumäe                                                                               | 26 maggio 2002    |                                                         | Valencia, Spagna             |               |       |
| Mezza maratona         | 1:10:10            | Jane Salumäe                                                                               | 27 marzo 1994     | City-Pier-City Loop                                     | L'Aia, Paesi Bassi           |               |       |
| Maratona               | 2:27:04            | Jane Salumäe                                                                               | 11 maggio 1997    |                                                         | Torino, Italia               |               |       |
| 100 m ostacoli         | 12.93 (+0.9 m/s)   | Mirjam Liimask                                                                             | 17 luglio 2005    | Campionati europei U23                                  | Erfurt, Germania             |               |       |
| 200 m ostacoli         | 27.5               | Saima Tiik                                                                                 | 15 settembre 1974 |                                                         | Vilnius, Unione Sovietica    |               |       |
| 400 m ostacoli         | 56.56              | Maris Mägi                                                                                 | 28 luglio 2013    | Estonian Championships                                  | Tallinn, Estonia             | [ 23 ]        |       |
| 2000 m siepi           | 6:32.96            | Laura Maasik                                                                               | 5 giugno 2021     | Eesti karikavõistlused                                  | Pärnu, Estonia               | [ 24 ]        |       |
| 3000 m siepi           | 9:50.15            | Jekaterina Patjuk                                                                          | 21 giugno 2014    | Campionati europei a squadre                            | Tallinn, Estonia             | [ 25 ]        |       |
| Salto in alto          | 1.96 m             | Anna Iljuštšenko                                                                           | 9 agosto 2011     | BIGBANK Kuldliiga                                       | Viljandi, Estonia            | [ 26 ] [ 27 ] |       |
| Salto in alto          | 1.96 m             | Karmen Bruus                                                                               | 19 luglio 2022    |                                                         | Eugene, Stati Uniti          |               |       |
| Salto con l'asta       | 4.36 m             | Reena Koll                                                                                 | 25 luglio 2018    | Suvine Ülikooli Staadioni Teivashüppevõistlus           | Tartu, Estonia               | [ 28 ] [ 29 ] |       |
| Salto in lungo         | 6.87 m (+0.1 m/s)  | Ksenija Balta                                                                              | 8 agosto 2010     | ERGO World Games                                        | Tallinn, Estonia             | [ 30 ]        |       |
| Salto triplo           | 14.43 m (+0.6 m/s) | Kaire Leibak                                                                               | 17 agosto 2006    | Campionati mondiali juniores                            | Pechino, Cina                | [ 31 ]        |       |
| Getto del peso         | 18.03 m            | Veronika Minina                                                                            | 25 maggio 1980    |                                                         | Nokia, Finlandia             |               |       |
| Lancio del disco       | 65.00 m            | Elju Kubi                                                                                  | 26 agosto 1987    |                                                         | Tallinn, Unione Sovietica    |               |       |
| Lancio del disco       | 66.42 m            | Anne Salak-Horina                                                                          | 1986              | Heitjate seeriavõistlus                                 | Tallinn, Unione Sovietica    | [ 32 ] [ 33 ] |       |
| Lancio del martello    | 71.50 m            | Kati Ojaloo                                                                                | 29 agosto 2020    |                                                         | Pori, Finlandia              | [ 34 ]        |       |
| Lancio de giavellotto  | 63.65 m            | Liina Laasma                                                                               | 22 maggio 2016    | Meeting International Mohammed VI d'Athlétisme de Rabat | Rabat, Marocco               | [ 35 ]        |       |
| Eptathlon              | 6280 pts           | Grit Šadeiko                                                                               | 27–28 maggio 2017 | Hypomeeting                                             | Götzis, Austria              | [ 36 ]        |       |
| Eptathlon              |                    |                                                                                            |                   |                                                         |                              |               |       |
| Decathlon              | 6732 pts           | Kristella Jurkatamm                                                                        | 14–15 luglio 2018 | Naiste kümnevõistlus Multiprojekti auhindadele          | Kohila, Estonia              | [ 37 ]        |       |
| Decathlon              |                    |                                                                                            |                   |                                                         |                              | [ 37 ]        |       |
| Marcia 5000 m (pista)  | 22:26.01           | Jekaterina Mirotvortseva                                                                   | 26 luglio 2019    | Festival olimpico della gioventù europea                | Baku, Azerbaijan             | [ 38 ]        |       |
| Marcia 5 km (strada)   | 23.51              | Jekaterina Mirotvortseva                                                                   | 27 aprile 2019    | Baltic Team U20 Race Walking Championships              | Birstonas, Lituania          |               |       |
| Marcia 10000 m (pista) | 47:37.82           | Jekaterina Mirotvortseva                                                                   | 18 agosto 2019    | Campionati europei                                      | Tallinn, Estonia             | [ 39 ]        |       |
| Marcia 10 km (strada)  | 48:05              | Jekaterina Mirotvortseva                                                                   | 19 maggio 2019    | European Race Walking Cup                               | Alytus, Lituania             | [ 40 ]        |       |
| Marcia 20 km (strada)  | 1:43:54            | Jekaterina Jutkina                                                                         | 2 maggio 2004     |                                                         | Naumburg, Germania           |               |       |
| Staffetta 4×100 m      | 44.71              | Estonia Õilme Võro Kreete Verlin Karoli Käärt Ksenija Balta                                | 10 agosto 2019    | Campionati europei a squadre                            | Varaždin, Croatia            | [ 41 ]        |       |
| Staffetta 4×200 m      | 1:38.5             | Repubblica Socialista Sovietica Estone Silva Oja Taimi Loov Kaie Kivi Aili Alliksoo        | 29 luglio 1979    |                                                         | Mosca, Unione Sovietica      |               |       |
| Staffetta svedese      | 2:10.50            | Tartu Ülikooli ASK Mirjam Liimask Sirkka-Liisa Kivine Jekaterina Duman Maris Mägi          | 15 maggio 2007    |                                                         | Tallinn, Estonia             |               |       |
| Staffetta 4×400 m      | 3:36.82            | Estonia Jekaterina Duman Kristi Kiirats Egle Uljas Maris Mägi                              | 24 giugno 2007    | Coppa Europa                                            | Odense, Danimarca            |               |       |
| Staffetta 4 × 800 m    | 8:46.5             | Repubblica Socialista Sovietica Estone Lea Griffel Maie Kalle Ille Kukk Tatjana Filippova  | 18 settembre 1978 |                                                         | Tbilisi, Unione Sovietica    |               |       |
| Ekiden                 | 2:30:46            | Tartu Ülikooli ASK Keiti Mets Jekaterina Patjuk Egle Mätas Liina Luik Leila Luik Lily Luik | 28 settembre 2013 | Campionati nazionali                                    | Tallinn, Estonia             |               |       |

### Misti
| Event             | Record  | Team                                                                                            | Date           | Meet                          | Place              | Ref    |
| ----------------- | ------- | ----------------------------------------------------------------------------------------------- | -------------- | ----------------------------- | ------------------ | ------ |
| Staffetta 4x400 m | 3:24.11 | Estonia Liis Roose Jaak-Heinrich Jagor Marek Niit Helin Meier                                   | 25 giugno 2019 | Giochi europei                | Minsk, Bielorussia |        |
| Ekiden            | 2:24:44 | Sparta SS Ats Sõnajalg Olga Andrejeva Katrina Stepanova Roman Fosti Brit Rammul Roman Hvalõnski | 20 aprile 2019 | Estonian Ekiden Championships | Tallinn, Estonia   | [ 42 ] |

## Indoor

### Maschili
| Event             | Record   | Athlete                                                            | Date             | Meet                                        | Place                            | Ref           | Video |
| ----------------- | -------- | ------------------------------------------------------------------ | ---------------- | ------------------------------------------- | -------------------------------- | ------------- | ----- |
| 50 m              | 5.82     | Argo Golberg                                                       | 5 marzo 2003     | Jumping Gala                                | Tallinn, Estonia                 |               |       |
| 60 m              | 6.55     | Karl Erik Nazarov                                                  | 19 marzo 2022    | Campionati mondiali indoor                  | Belgrado, Serbia                 |               |       |
| 100 m             | 10.63    | Gennadi Organov                                                    | 12 febbraio 1979 |                                             | Minsk, Unione Sovietica          |               |       |
| 200 m             | 20.63    | Marek Niit                                                         | 15 febbraio 2014 | Tyson Invitational                          | Fayetteville, Stati Uniti        | [ 43 ]        |       |
| 300 m             | 33.55    | Marek Niit                                                         | 26 gennaio 2020  | Eesti talvised karikavõistlused             | Tallinn, Estonia                 | [ 44 ]        |       |
| 400 m             | 45.99    | Marek Niit                                                         | 26 febbraio 2011 | SEC Championships                           | Fayetteville, Stati Uniti        | [ 45 ] [ 46 ] |       |
| 600 m             | 1:17.58  | Urmet Uusorg                                                       | 24 gennaio 1998  |                                             | Stange, Norvegia                 |               |       |
| 800 m             | 1:49.33  | Raivo Mägi                                                         | 14 febbraio 1987 |                                             | Mosca, Unione Sovietica          |               |       |
| 1000 m            | 2:21.87  | Marko Metsala                                                      | 17 febbraio 2000 | GE Galan                                    | Stoccolma, Svezia                |               |       |
| 1500 m            | 3:44.34  | Andi Noot                                                          | 24 gennaio 2017  | Tartu Championships                         | Tartu, Estonia                   | [ 47 ]        |       |
| Miglio            | 4:02.42  | Andi Noot                                                          | 28 dicembre 2016 | TÜ ASK aastalõpu teivashüppevõistlus        | Tartu, Estonia                   | [ 48 ]        |       |
| 2000 m            | 5:07.22  | Andi Noot                                                          | 17 dicembre 2016 | Olümpiavõitja Jaak Uudmäe auhinnavõistlused | Tartu, Estonia                   | [ 49 ]        |       |
| 3000 m            | 7:55.37  | Tiidrek Nurme                                                      | 10 febbraio 2010 | GE Galan                                    | Stoccolma, Svezia                | [ 50 ]        |       |
| 5000 m            | 13:54.2  | Enn Sellik                                                         | 19 febbraio 1975 |                                             | Leningrado, Unione Sovietica     |               |       |
| 50 m ostacoli     | 6.73     | Rene Oruman                                                        | 28 febbraio 2008 | Kuressaare Gala                             | Kuressaare, Estonia              | [ 51 ]        |       |
| 55 m ostacoli     | 7.28     | Tarmo Jallai                                                       | 21 gennaio 2005  |                                             | Lubbock, Stati Uniti             |               |       |
| 60 m ostacoli     | 7.74     | Karl Erik Nazarov                                                  | 7 febbraio 2021  |                                             | Tallinn, Estonia                 | [ 52 ]        |       |
| 110 m ostacoli    | 14.18    | Tarmo Jallai                                                       | 12 febbraio 2001 |                                             | Tampere, Finlandia               |               |       |
| 2000 m siepi      | 5:25.45  | Mati Uusmaa                                                        | 2 febbraio 1986  |                                             | Mosca, Unione Sovietica          |               |       |
| Salto in alto     | 2.27 m   | Marko Aleksejev                                                    | 15 febbraio 2004 | Campionati nazionali                        | Tallinn, Estonia                 |               |       |
| Salto con l'asta  | 5.65 m   | Valeri Bukrejev                                                    | 5 marzo 1995     |                                             | Kuopio, Finlandia                |               |       |
| Salto con l'asta  | 5.65 m   | Valeri Bukrejev                                                    | 10 marzo 1995    | Campionati del mondo                        | Barcellona, Spagna               |               |       |
| Salto in lungo    | 8.05 m   | Tõnu Lepik                                                         | 15 marzo 1970    |                                             | Vienna, Austria                  |               |       |
| Salto triplo      | 17.10 m  | Jaak Uudmäe                                                        | 12 febbraio 1979 |                                             | Minsk, Unione Sovietica          |               |       |
| Getto del peso    | 19.87 m  | Heino Sild                                                         | 22 febbraio 1979 |                                             | Voroshilovgrad, Unione Sovietica |               |       |
| Lancio del disco  | 69.51 m  | Gerd Kanter                                                        | 22 marzo 2009    | World Record Indoor Challenge               | Växjö, Svezia                    | [ 53 ]        |       |
| Eptathlon         | 6374 pts | Erki Nool                                                          | 6–7 marzo 1999   | Campionati del mondo                        | Maebashi, Giappone               |               |       |
| Eptathlon         |          |                                                                    |                  |                                             |                                  |               |       |
| Marcia 5000 m     | 20:17.4  | Vassili Matvejev                                                   | 7 febbraio 1982  |                                             | Mosca, Unione Sovietica          |               |       |
| Marcia 10000 m    | 41:50.4  | Vassili Matvejev                                                   | 2 marzo 1982     |                                             | Minsk, Unione Sovietica          |               |       |
| Staffetta 4×200 m | 1:25.52  | Template:Flagu Marek Niit Henri Sool Ahti Michelson Martin Vihmann | 19 febbraio 2005 | Baltic match                                | Tallinn, Estonia                 |               |       |
| Staffetta 4×400 m | 3:14.81  | Audentese SK Sten Ander Sepp Karl Erik Nazarov Erik Jagor Tony Nõu | 18 febbraio 2018 | Campionati nazionali                        | Tallinn, Estonia                 | [ 54 ]        |       |

### Femminili
| Event             | Record | Athlete                                                             | Date             | Meet                                    | Place                         | Ref           | Video |
| ----------------- | --- | ------------------------------------------------------------------- | ---------------- | --------------------------------------- | ----------------------------- | ------------- | ----- |
| 50 m              | 6.35 | Ksenija Balta                                                       | 28 febbraio 2008 | Kuressaare Gala                         | Kuressaare, Estonia           |               |       |
| 60 m              | 7.29 | Ksenija Balta                                                       | 27 febbraio 2016 | Campionati nazionali                    | Tallinn, Estonia              | [ 55 ]        |       |
| 100 m             | 11.82 | Katrin Käärt                                                        | 4 febbraio 2002  |                                         | Tampere, Finlandia            |               |       |
| 200 m             | 23.61 | Katrin Käärt                                                        | 1 marzo 2002     | Campionati europei                      | Vienna, Austria               |               |       |
| 300 m             | 38.51 | Maris Mägi                                                          | 26 gennaio 2008  | Campionati nazionali U23                | Tallinn, Estonia              |               |       |
| 400 m             | 52.98 | Maris Mägi                                                          | 23 gennaio 2010  | Vienna Indoor Gala                      | Vienna, Austria               | [ 56 ] [ 57 ] |       |
| 600 m             | 1:28.42 | Egle Uljas                                                          | 17 febbraio 2006 |                                         | Lincoln, Stati Uniti          |               |       |
| 800 m             | 2:04.39 | Egle Uljas                                                          | 20 febbraio 2007 | BIG Kuldliiga                           | Võru, Estonia                 |               |       |
| 1000 m            | 2:44.51 | Egle Uljas                                                          | 2 febbraio 2007  | Tallinn Championships                   | Tallinn, Estonia              | [ 58 ]        |       |
| 1500 m            | 4:19.12 | Maile Mangusson                                                     | 15 febbraio 2001 | GE Galan                                | Stoccolma, Svezia             |               |       |
| 2000 m            | 6:02.4 | Ille Kukk                                                           | 11 febbraio 1983 |                                         | Tallinn, Unione Sovietica     |               |       |
| 3000 m            | 9:07.1 | Ille Kukk                                                           | 3 febbraio 1985  |                                         | Mosca, Unione Sovietica       |               |       |
| 5000 m            | 16:45.10                                                                                                   | Jekaterina Patjuk                                                   | 1 settembre 2020 |                                         | Tartu, Estonia                | [ 59 ]        |       |
| 50 m ostacoli     | 7.09 | Mirjam Liimask                                                      | 20 febbraio 2008 | BIG Kuldliiga                           | Tartu, Estonia                |               |       |
| 55 m ostacoli     | 7.72 | Anu Kaljurand                                                       | 29 febbraio 1992 |                                         | Colorado Springs, Stati Uniti | [ 60 ]        |       |
| 60 m ostacoli     | 8.16 | Ksenija Balta                                                       | 20 gennaio 2010  | BIGBANK Kuldliiga                       | Tallinn, Estonia              | [ 61 ]        |       |
| 100 m ostacoli    | 13.78 | Kertu Tiitso                                                        | 10 febbraio 1997 |                                         | Tampere, Finlandia            |               |       |
| Salto in alto     | 1.94 m | Anna Iljuštšenko                                                    | 2 febbraio 2013  | Hochsprung mit Musik                    | Arnstadt, Germania            | [ 62 ]        |       |
| Salto con l'asta  | 4.31 m | Reena Koll                                                          | 9 febbraio 2016  | Martin Kutman Memorial                  | Tartu, Estonia                | [ 63 ]        |       |
| Salto in lungo    | 6.87 m | Ksenija Balta                                                       | 7 marzo 2009     | Campionati europei                      | Torino, Italia                | [ 64 ]        |       |
| Salto triplo      | 14.26 m | Kaire Leibak                                                        | 9 febbraio 2008  | Campionati nazionali                    | Tartu, Estonia                |               |       |
| Getto del peso    | 17.66 m | Rimma Plistkina                                                     | 9 febbraio 1975  |                                         | Tallinn, Unione Sovietica     |               |       |
| Lancio del disco  | 44.96 m | Kätlin Tõllasson                                                    | 10 marzo 2012    | World Indoor Throwing                   | Växjö, Svezia                 | [ 65 ]        |       |
| Pentathlon        | 4580 pts                                                                                                   | Kaie Kand                                                           | 8 febbraio 2009  | Reval Hotels Cup                        | Tallinn, Estonia              |               |       |
| Pentathlon        | 8.59 (60 m ostacoli), 1.78 (salto in alto), 13.52 (getto del peso), 6.23 (salto in lungo), 2:11.23 (800 m) |                                                                     |                  |                                         |                               |               |       |
| Marcia 3000 m     | 13:20.32                                                                                                   | Jekaterina Mirotvortseva                                            | 15 febbraio 2020 | Campionati giovanili estoni             | Tallinn, Estonia              | [ 66 ]        |       |
| Marcia 5000 m     | 23:30.66                                                                                                   | Jekaterina Mirotvortseva                                            | 25 febbraio 2020 | International Indoor Athletic Match U20 | Minsk, Bielorussia            | [ 67 ]        |       |
| Staffetta 4×200 m | 1:39.39 | Estonia Liis Laanesaar Hege Mardiste Kadri Kuub Maris Mägi          | 19 febbraio 2005 | Baltic match                            | Tallinn, Estonia              |               |       |
| Staffetta 4×400 m | 3:48.75 | Tartu Ülikooli ASK Liis Roose Karmen Veerme Grit Šadeiko Maris Mägi | 22 febbraio 2015 | Campionati nazionali                    | Tallinn, Estonia              | [ 68 ]        |       |